# John Moses Brunswick

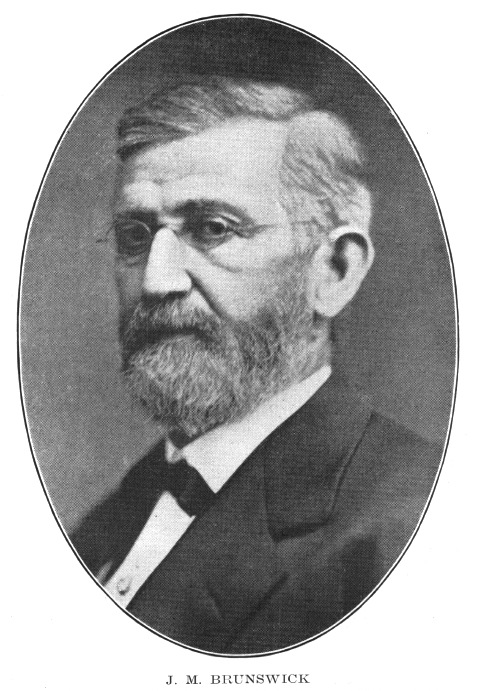
J. M. Brunswick

John Moses Brunswick (auch J. M. Brunswick) (* 6. Oktober 1819 in Bremgarten/Schweiz; † 25. Juli 1886 in den USA) war ein US-amerikanischer Unternehmer und Gründer der Brunswick Corporation, die als erstes Unternehmen Billardtische in den USA herstellte.

## Leben
Brunswick entstammte einer jüdisch-schweizerischen Familie. Kurz nach seiner Geburt verstarb seine Mutter und der Vater heiratete erneut. Aus dieser Ehe gingen eine Halbschwester und die Halbbrüder Joseph, Emanuel, David, Hyman und Solomon hervor.
John emigrierte 1834 im Alter von nur 15 Jahren in die USA, seine Brüder folgten ihm später. John ließ sich zunächst in New York nieder und arbeitete dort eine Zeitlang als Botenjunge für einen deutschen Metzger, bevor er in Philadelphia eine vierjährige Anstellung als Auszubildender bei einem Wagenbauer fand. 1839 zog er nach Harrisburg in Pennsylvania, wo er als Wagenbauergeselle arbeitete und Louisa Greinet heiratete; mit ihr zog er 1840 nach Cincinnati, Ohio. Brunswick fand als Wagenbauer bei mehreren lokalen Unternehmen Arbeit, bis 1841 ein bedeutender Wirtschaftsabschwung den Markt für Wagen stark drückte. Während der Depression war er zunächst als Steward auf einem Schaufelraddampfer auf dem Ohio tätig, dann als Handelskaufmann. Das Geschäft florierte, doch dann wurde er krank; nachdem er mehrere Monate im Bett verbracht hatte, entschloss er sich 1845 mit seinen Handelsgewinnen sein eigenes Wagenbaugeschäft zu eröffnen.

## Unternehmensgeschichte

### Anfangsjahre als Wagenbauer und Möbeltischler

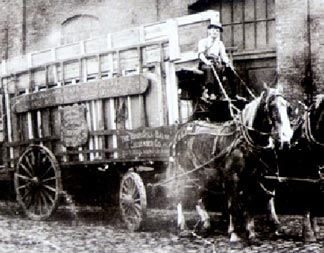
Auslieferung mit Pferdewagen 1848

Am 15. September 1845 eröffnete J. M. Brunswick in Cincinnati die „J. M. Brunswick Manufacturing“ zur Herstellung von Fuhrwerken. Später fügte er der Produktlinie noch den Bau von Schränken, Stühlen und Tischen hinzu.
Bis Mitte der 1840er Jahre hatte sich die Wirtschaft wieder erholt und damit einher gingen erhöhte Produktionstätigkeiten. In diesem Umfeld begann Brunswick zu gedeihen und er wurde in den lokalen politischen, religiösen und gesellschaftlichen Kreisen aktiv. Die Legende besagt, dass er 1845 von einem Freund zu einem üppigen Abendessen eingeladen war, dieser ihn in ein anderes Zimmer führte, wo sein Gastgeber einen schicken, aufwendig gearbeiteten Billardtisch stehen hatte, der aus England importiert worden war. Ihm gefiel die filigrane Arbeit des Tisches und er sagte:

“If it is wood, we can build it, and we can build it better than anyone else!”

„Wenn er aus Holz ist, können wir ihn auch bauen, und wir können ihn besser bauen als irgendwer sonst!“

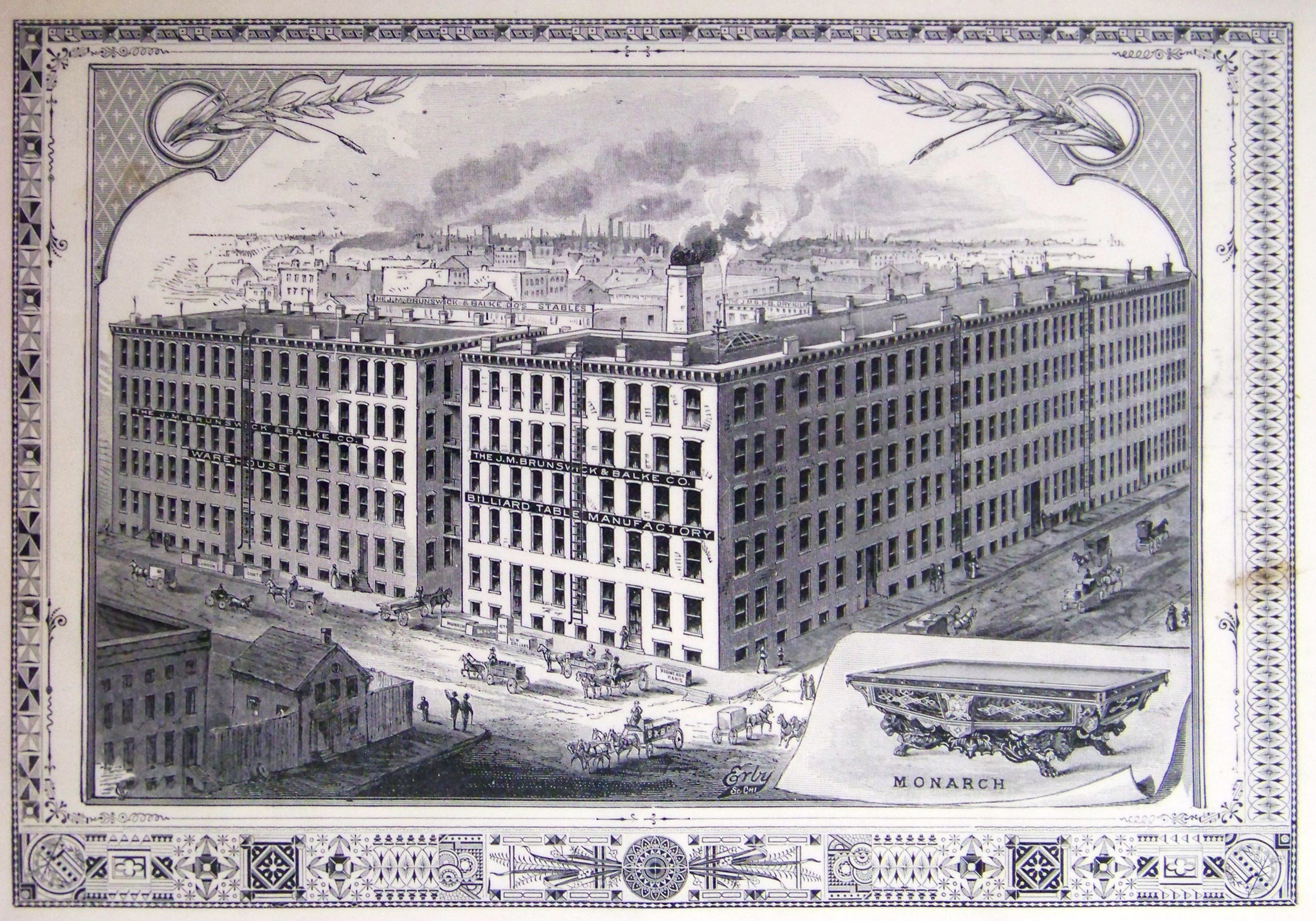
Brunswick Fabrik in den 1870ern

Brunswick erkannte die Gelegenheit, seine Produktpalette erneut zu erweitern, und so wurde er zum ersten Billardtischhersteller der USA.
So inspiriert, schaffte er es innerhalb weniger Monate, seinen ersten Tisch fertigzustellen. Zufriedene Kunden verhalfen ihm zu einem guten Ruf und innerhalb von zwei Jahren erhielt er Aufträge aus dem ganzen Land. Er sah die Möglichkeit zu expandieren und so gründete er Niederlassungen, inklusive großen Billardsalons, in Chicago 1848, New Orleans 1852 und St. Louis 1859. Zu der Zeit hatte Brunswick den Wagenbau ganz aufgegeben und sich auf das Billardgeschäft konzentriert – nicht nur auf Spieltische, sondern auch auf Bälle und Queues. Die meisten Billard-Ausrüstungen dieser Zeit waren grob und unzuverlässig, und so erwarb Brunswick von seinen Mitbewerbern Schiefersteinbrüche und Holzlager, um die Qualität seiner Rohstoffe besser kontrollieren zu können. Er entwickelte auch eine Gummi-Entwicklungsabteilung zur Verbesserung der Banden, die zu dieser Zeit häufig noch mit Filz und Rosshaar gestopft waren (Stopfbanden).

### Ausbau zum Billardtischhersteller
Billard hatte lange unter seinem schlechten Ruf gelitten. Sport im Allgemeinen hatte vor den 1850er Jahren einen begrenzten Massenanreiz in den USA. Sportausrüstungen waren aufwendig verziert und wurden für den Verkauf an Reiche konzipiert. Brunswicks erste Tische waren aufwendige Luxusartikel und fanden als solche nur einen begrenzten Markt.

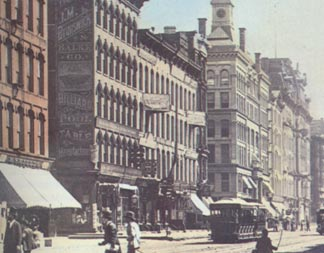
Firmengebäude in der State Street, Chicago 1888

1848 erweiterte er sein Geschäft, indem er seine Halbbrüder David und Emanuel Brunswick nach Chicago holte, um ein Vertriebsbüro und eine Fabrik aufzubauen. Weitere Vertriebsbüros wurden in New Orleans und St. Louis eröffnet, während die Halbbrüder Josef und Hyman Brunswick in den Firmenbüros in Cincinnati arbeiteten. 1858 wurde das Unternehmen als „JM Brunswick & Brother“ reorganisiert. 1866 wurde die Firma in „JM Brunswick & Brothers“ umbenannt, als Emanuel Brunswick zu Joseph stieß und John Brunswick zum Leiter der Firma aufstieg.
Brunswicks Bereitschaft zu diversifizieren war mehr als eine Manifestation seines Schaffensstolzes; es war auch ein früher Versuch, seine Produktpalette zu erweitern, um Schwankungen der Konjunktur entgegenzuwirken. Über viele Jahre gab es nur internes Wachstum, später erwarb die Firma auch außerhalb Unternehmen, um seine Produktpalette zu erweitern.
Während der 1870er Jahre verließen die Halbbrüder Brunswick die Firma; sie gingen zu Konkurrenzfirmen und eröffneten eigene Billardsalons in Chicago und San Francisco. Es ist nicht ganz geklärt, unter welchen Umständen jeder einzelne die Firma verließ, aber seit 1872 waren Brunswicks Schwiegersohn Moses Bensinger und zwei langjährige Mitarbeiter Vizepräsidenten bei Brunswick.

### Firmenzukäufe
In den späten 1860er Jahren wurde der US-Billardmarkt von drei Firmen dominiert: Brunswick, Julius Balkes „Great Western Billiard Manufacture“ (ebenfalls in Cincinnati) und die in New York ansässige Firma „Phelan & Collender“, die von Michael Phelan und seinem Schwiegersohn H. M. Collender betrieben wurde. 1873 fusionierte Brunswick für 250.000 US$ mit Balge, die „JM Brunswick & Balge Company“ entstand. 1884, nach dem Tod seines Schwiegervaters, fusionierte Collender für 1.500.000 US$ mit „Brunswick & Balge“ zur „Brunswick-Balke-Collender Company“, die nun zum größten Billard-Equipmenthersteller weltweit avancierte.

### Tod des Firmengründers

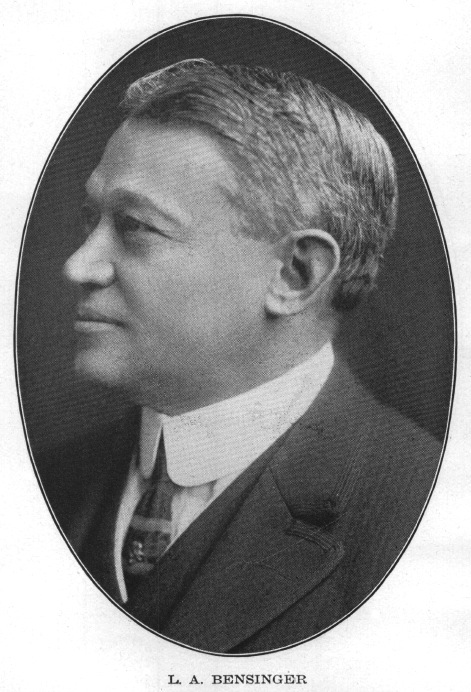
Louis A. Bensinger

Während der Zeit des schnellen Wachstums blieb John Brunswick in Cincinnati, während Bensinger  sich zunehmend dem Tagesgeschäft widmete und die Anlagen des Unternehmens in Chicago erheblich erweiterte. Im Juli 1886 starb John Brunswick. Er wurde von H. M. Collender als Präsident bis zu dessen eigenem Tod 1890 ersetzt. Julius Balke, der schon zu alt und zudem krank war, um die Leitung zu übernehmen, machte dann Platz und Bensinger wurde Präsident von Brunswick-Balke-Collender.

### Sonstiges
Obwohl das genaue Datum nicht bekannt ist; Abraham Lincoln war die erste amerikanische Berühmtheit, die einen Brunswick-Tisch besaß. Er beschrieb das Spiel als

“health inspiring, scientific game, lending recreation to the otherwise fatigued mind”

„Gesundheitsinspirierend, wissenschaftliches Spiel und es verleiht dem sonst müde Geist Erholung.“

Andere Berühmtheiten, die einen Brunswick-Tisch besaßen, waren unter anderem Buffalo Bill, Andrew Carnegie, John D. Rockefeller, William Henry Vanderbilt, Henry Ford, J. P. Morgan, Theodore Roosevelt, Mark Twain, Babe Ruth, Humphrey Bogart, Nat King Cole, James Dean und Frank Sinatra. Auch der Rückzugsort der US-Präsidenten, Camp David, ist mit vier Brunswick-Tischen ausgestattet.

## Ehrungen
1990 wurde er posthum in die Hall of Fame des Billiard Congress of America aufgenommen.